# Bataille de Gondelour (1748)
Pour les articles homonymes, voir Bataille de Gondelour.
Guerre de Succession d'Autriche
Batailles
- Négapatam (1746)
- Madras (1746)
- Adyar (1746)
- Gondelour (1748)
- Pondichéry (1748)

La bataille de Gondelour est un évènement de la guerre de Succession d'Autriche ayant eu lieu le 17 juin 1748.

## Déroulement de la bataille
Après le départ pour Madras d’une escadre anglaise qui avait croisé dans les parages, Dupleix décida d’attaquer de nouveau Gondelour, où s’étaient réfugiés les Anglais après sa prise de Madras, avec La Bourdonnais.
À la tête d’une force composée de 800 Européens et de 1 000 cipayes partie de Pondichéry, Dupleix arriva sur les collines de Bandapolam, à trois miles de Gondelour, au matin du 17 juin. Projetant de prendre la ville par surprise, ils s’arrêtèrent jusqu’à la nuit. Prévenu de ses projets, le major Stringer Lawrence qui, arrivé en Inde en janvier 1748, avec pour mission de commander les forces de la Compagnie anglaise des Indes orientales, avait achevé la première formation en bataillon régulier des forces de la Compagnie sur la côte de Coromandel, parvint à déjouer cette tentative avec une troupe qui n’excédait pas 400 hommes en retirant la garnison et en emportant les canons à Fort Saint-David, pour faire croire aux Français qu’il ne pensait pas pouvoir tenir la place.
Dès la nuit venue, il fit cependant retourner les hommes et remettre les canons en place, de telle sorte que, lorsque les Français attaquèrent par surprise sur le coup de minuit, ils furent reçus, alors qu’ils étaient sur le point de placer leurs échelles contre les murs, avec une décharge de fusils et de mitraille qui stoppa leur avance. Les Français se replièrent alors en désordre jusqu’aux limites de Pondichéry.

## Sources
- (en) William Freke Williams, William Cooke Stafford, England’s Battles by Sea and Land : History of England’s campaigns in India and China ; and of the Indian mutiny, 1857-1859, vol. 3, Londres ; New York, Printing and publishing company, 1863, p. 33-37.